# Wild Wood
Albums de Paul Weller
Paul Weller
(1992) Live Wood
(1994)
Wild Wood est le second album solo du guitariste et chanteur Paul Weller, ancien leader du groupe anglais The Jam.
Il se plaça à la deuxième place des charts anglais, et ses singles Sunflower, Wild Wood et Hung Up se classèrent tous dans le top 40, respectivement aux 16e, 14e et 11e places. L'album fait partie des 1001 albums qu'il faut avoir écoutés dans sa vie. En 1993, il remporte le prix Ivor Novello du meilleur ensemble de chansons contemporaines.

## Pistes
Tous les titres sont composés par Paul Weller, sauf précision (*), correspondant à la participation du groupe dans son intégralité (Weller, Brendan Lynch, Steve White) 
| No  | Titre                                  | Durée |
| --- | -------------------------------------- | ----- |
| 1.  | Sunflower                              | 4:06  |
| 2.  | Can You Heal Us (Holy Man)             | 3:41  |
| 3.  | Wild Wood                              | 3:22  |
| 4.  | Instrumental (Part 1) (*)              | 1:37  |
| 5.  | All the Pictures on the Wall           | 3:56  |
| 6.  | Has My Fire Really Gone Out?           | 3:50  |
| 7.  | Country                                | 3:39  |
| 8.  | Instrumental Two (*)                   | 3:52  |
| 9.  | 5th Season                             | 4:54  |
| 10. | The Weaver                             | 3:43  |
| 11. | Instrumental One (Pt 2) (*)            | 0:34  |
| 12. | Foot of the Mountain                   | 3:37  |
| 13. | Shadow of the Sun                      | 7:36  |
| 14. | Holy Man (reprise)                     | 1:50  |
| 15. | Moon on Your Pyjamas                   | 4:00  |
| 16. | Hung Up (absent de certaines versions) | 2:49  |